# Parkers stekelstaart
De Parkers stekelstaart (Cranioleuca vulpecula) is een zangvogel uit de familie Furnariidae (ovenvogels). De vogel is genoemd naar Ted Parker die in 1993 stierf bij een vliegtuigcrash in Ecuador.

## Verspreiding en leefgebied
Deze soort komt voor op de riviereilanden in het Amazonebekken van oostelijk Brazilië tot oostelijk Peru.

## Status
De grootte van de populatie is niet gekwantificeerd maar de soort wordt omschreven als vrij algemeen. Op de Rode lijst van de IUCN heeft deze soort de status niet bedreigd.